# Geralds
Geralds est une ville située sur l'île de Montserrat dans les Caraïbes. 

## Historique
Elle abrite le nouvel aéroport John A. Osborne depuis 2005.